# D Rose
D Rose è un singolo del rapper statunitense Lil Pump, pubblicato il 9 giugno 2017.

## Tracce
1. D Rose – 2:15